# 崔贞洹
崔贞洹（谚文：최정원，朝鲜汉字：崔貞洹）（1990年3月16日—），是韩国女子短道速滑运动员。

## 职业生涯
2010年世界短道速滑锦标赛中，崔贞洹获得3000米接力金牌。一周之后，她又随韩国女子短道速滑队在博尔米奥获得2010年世界短道速滑团体锦标赛团体金牌。

## 资料来源
- 2010世界短道速滑锦标赛官方网站(英文)
- 崔贞洹-国际滑冰联盟（ISU）